# Ставішин (Мазовецьке воєводство)
Ставішин (пол. Stawiszyn) — село в Польщі, у гміні Білобжеґі Білобжезького повіту Мазовецького воєводства.
Населення — 253 особи (2011).
У 1975-1998 роках село належало до Радомського воєводства.

## Демографія
Демографічна структура станом на 31 березня 2011 року:
|          | Загалом | Допрацездатний вік | Працездатний вік | Постпрацездатний вік |
| -------- | ------- | ------------------ | ---------------- | -------------------- |
| Чоловіки | 144     | 44                 | 87               | 13                   |
| Жінки    | 109     | 25                 | 62               | 22                   |
| Разом    | 253     | 69                 | 149              | 35                   |